# زنبق النهار
زنبق النهار (الاسم العلمي: Hemerocallis) (بالإنجليزية: Daylily)‏ هو جنس من النباتات يتبع فصيلة المصفورية من رتبة الهليونيات.